# European Banking Federation
Der Europäische Bankenverband (englisch European Banking Federation, EBF) ist ein Bankenverband auf europäischer Ebene mit Sitz in Brüssel. Ihm gehören 32 nationale Mitgliedsverbände an. Er besteht seit 1960. Im Rahmen der Übertragung immer weiterer Kompetenzen in Bezug auf die Bankenregulierung auf die europäische Ebene ist seine Bedeutung im Laufe der letzten Jahrzehnte gewachsen.

## Organisation und Aufgaben
Der EBF gehören 32 nationale Mitgliedsverbände an, in denen wiederum 3.500 Banken mit 2 Millionen Beschäftigten vertreten sind. Hauptaufgabe der EBF ist Vertretung der Interessen des Bankensektor als Lobby bei den Organisationen der EU und die Mitwirkung an europäischen Standards und Gesetzgebungsverfahren. Die EBF ist Mitglied der European Financial Reporting Advisory Group.
An der Spitze des Verbandes steht das Board (der Vorstand) mit Ana Botín, dem CEO der Banco Santander als Präsidenten. Daneben besteht das Executive committee mit Giovanni Sabatini dem ehemaligen Generaldirektor der Associazione  Bancaria  Italiana als Vorsitzenden. Die operativen Geschäfte führt Wim Mijs als Chief Executive des Sekretariats der EBA.

## Mitgliedsverbände

### Mitglieder
Liste der Mitglieder
| Land           | Verband                                            | Abk. |
| -------------- | -------------------------------------------------- | ---- |
| Belgien        | Febelfin                                           |      |
| Bulgarien      | Association of Banks in Bulgaria                   |      |
| Dänemark       | Finansrådet                                        |      |
| Deutschland    | Bundesverband deutscher Banken                     | BdB  |
| Estland        | Eesti Pangaliit                                    |      |
| Finnland       | Finanssialan Keskusliitto                          | FK   |
| Frankreich     | Fédération bancaire française                      | FBF  |
| Griechenland   | Hellenic Bank Association                          |      |
| Island         | Samtök fjármálafyrirtækja                          | SFF  |
| Irland         | Banking and Payments Federation Ireland            | BPFI |
| Italien        | Associazione bancaria italiana                     | ABI  |
| Kroatien       | Hrvatska udruga banaka                             | HUB  |
| Lettland       | Latvijas Komercbanku Asociācija                    | LKA  |
| Liechtenstein  | Liechtensteinischer Bankenverband                  | LBV  |
| Litauen        | Lietuvos Bankų Asociacija                          | LBA  |
| Luxemburg      | Association des Banques et Banquiers du Luxembourg | ABBL |
| Malta          | Malta Bankers’ Association                         | MBA  |
| Niederlande    | Nederlandse Vereniging van Banken                  | NVB  |
| Norwegen       | Finans Norge                                       | FNO  |
| Österreich     | Verband österreichischer Banken und Bankiers       |      |
| Polen          | Związek Banków Polskich                            | ZBP  |
| Portugal       | Associação Portuguesa de Bancos                    | APB  |
| Rumänien       | Asociaţia Română a Băncilor                        | ARB  |
| Schweden       | Svenska Bankföreningen                             |      |
| Schweiz        | Schweizerische Bankiervereinigung                  | SBVg |
| Slowakei       | Slovenská banková asociácia                        | SBA  |
| Spanien        | Asociación Española de Banca                       | AEB  |
| Slowenien      | Združenju bank Slovenije                           | ZBS  |
| Tschechien     | Česká bankovní asociace                            | CBA  |
| Ungarn         | Magyar Bankszövetség                               |      |
| Großbritannien | British Bankers’ Association                       | BBA  |
| Zypern         | Association of Cyprus Commercial Banks             |      |

### Assoziierte Mitglieder
| Land                    | Verband                                          | Abk.                                    |
| ----------------------- | ------------------------------------------------ | --------------------------------------- |
| Albanien                | Shoqata Shqiptare e Bankave                      | AAB (für Albanian Association of Banks) |
| Andorra                 | Associaciò de Bancs Andorrans                    | ABA                                     |
| Armenien                | Union of Banks of Armenia                        |                                         |
| Aserbaidschan           | Azerbaijan Banks Association                     |                                         |
| Bosnien und Herzegowina | Udruženje Banka Bosne i Hercegovine              | UBBiH                                   |
| Mazedonien              | Bankenverband (Teil der Handelskammer)           |                                         |
| Moldawien               | Asociaţia Băncilor din Moldova                   | ABM                                     |
| Monaco                  | Association Monégasque des Activités Financières | AMAF                                    |
| Montenegro              | Udruženje banaka Crne Gore                       |                                         |
| Russland                | Association of Russian Banks                     | ARB                                     |
| San Marino              | Associazione bancaria sanmarinese                | ABS                                     |
| Serbien                 | Association of Serbian Banks                     |                                         |
| Türkei                  | Türkiye Bankalar Birliği                         | TBB                                     |
| Ukraine                 | Association of Ukrainian Banks                   |                                         |